# كارلو تشيريزولي
كارلو تشيريزولي (بالإيطالية: Carlo Ceresoli)‏ (مواليد 14 يونيو 1910) هو لاعب كرة قدم. يلعب مع منتخب إيطاليا لكرة القدم. سبق له أن لعب في كأس العالم لكرة القدم مع منتخب بلاده.

## روابط خارجية
- كارلو تشيريزولي على موقع الاتحاد الدولي (مؤرشف)  (الإنجليزية)
- كارلو تشيريزولي على موقع قاعدة بيانات كرة القدم.إي يو (الإنجليزية)
- كارلو تشيريزولي على موقع ناشيونال فوتبول تيمز (الإنجليزية)
- كارلو تشيريزولي على موقع عالم كرة القدم.نت (الإنجليزية)